# Tephrosia watsoniana
Tephrosia watsoniana là một loài thực vật có hoa trong họ Đậu. Loài này được (Standl.) J.F.Macbr. miêu tả khoa học đầu tiên.